# Kasaï-Oriental (1966–2015)

Kasaï-Oriental (deutsch Ostkasai) war eine Provinz der Demokratischen Republik Kongo mit etwa 6.108.000 Einwohnern. Ihre Hauptstadt war Mbuji-Mayi.

## Geographie
Die Provinz lag im Süden des Landes und grenzte im Norden an die Provinzen Équateur und Orientale, im Osten an Maniema, im Südosten an Katanga und im Westen an Kasai-Occidental.

## Geschichte
Die Provinz entstand 1966 durch die Zusammenlegung der Provinzen Lomami, Sud-Kasaï (Südkasai) und Teilen der Provinz Sankuru.

## Aufteilung 2015
Mit der Verabschiedung einer neuen Verfassung im Mai 2005 sollte der Kongo neugegliedert werden. Nachdem der Termin der Verwaltungsänderung zuvor mehrmals verschoben wurde, machte Präsident Joseph Kabila diese im Januar 2011 komplett rückgängig. Allerdings wurde die Verwaltungsänderung 2015 doch umgesetzt und Kasaï-Oriental dabei in drei neue Provinzen aufgeteilt:
- Kasaï-Oriental mit der Hauptstadt Mbuji-Mayi
- Lomami mit der Hauptstadt Kabinda
- Sankuru mit der Hauptstadt Lodja